# Anton Andreyev
Anton Leonidovitch Andreïev (en russe : Антон Леонидович Андреев) est un joueur russe de volley-ball né le 23 juillet 1987. Il mesure 2,02 m et joue central.

## Clubs
| Club          | De        | À         |
| ------------- | --------- | --------- |
| Zenit Kazan-2 |           | 2010-2011 |
| Prikame Perm  | 2011-2012 | ...       |

## Palmarès
Néant.